# Heuringhem
Heuringhem (Nederlands: Horingem) is een gemeente in het Franse departement Pas-de-Calais (regio Hauts-de-France). De plaats maakt deel uit van het arrondissement Sint-Omaars. Heuringhem telde op 1 januari 2022 1.389 inwoners.

## Naam
De plaatsnaam heeft een Oudnederlandse herkomst. De oudste vermelding is van 1146-1155 als Horingehem. Het betreft een samenstelling, waarbij het eerste element een afleiding is van een persoonsnaam + het afstammingsuffix -ing +  -heem (woonplaats, woongebied, dorp, buurtschap). De betekenis van de plaatsnaam is dan: 'woning, woonplaats van de lieden van X'.

## Geografie
De oppervlakte van Heuringhem bedroeg op 1 januari 2022 5,79 vierkante kilometer; de bevolkingsdichtheid was toen 239,9 inwoners per km².

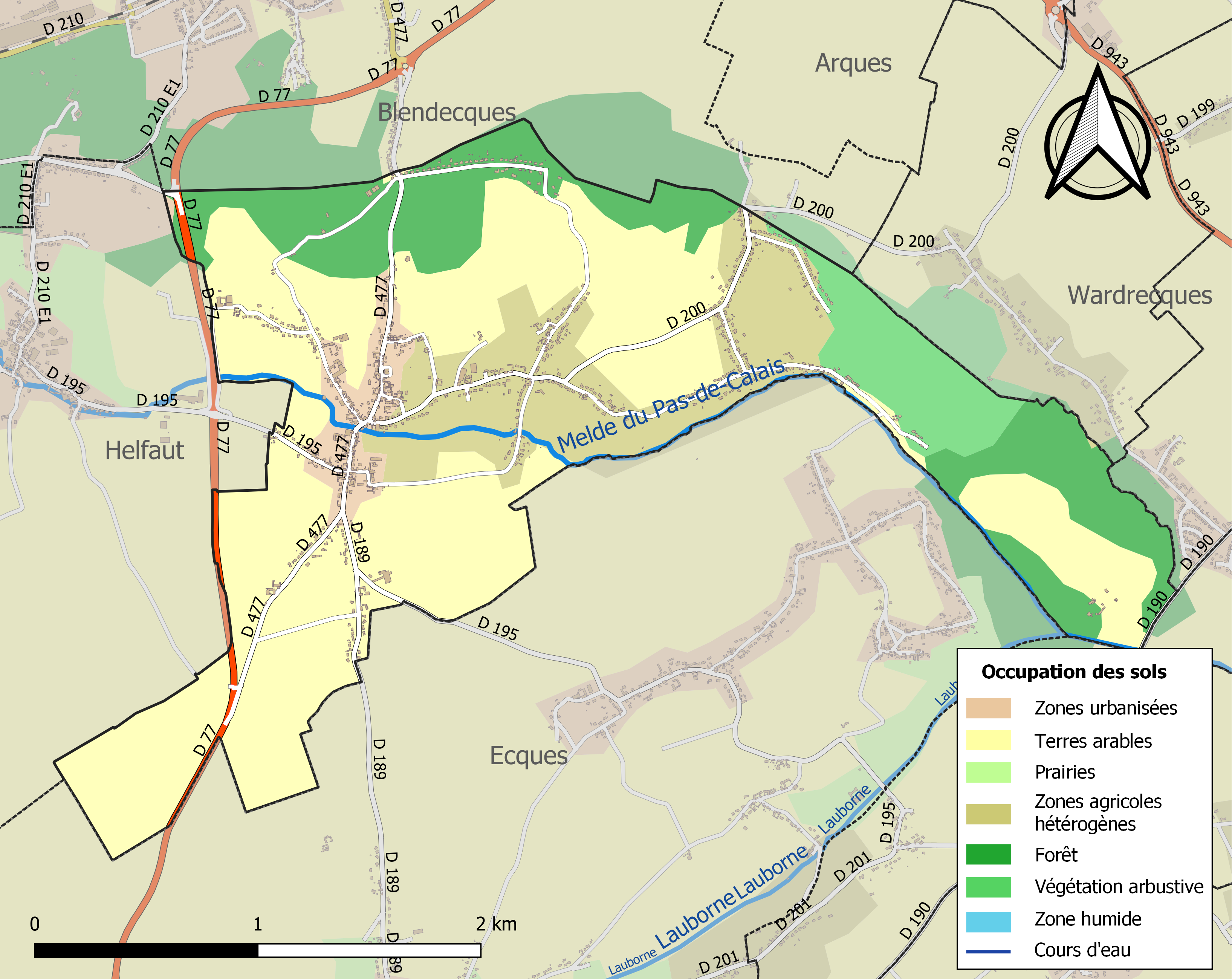
Kaart van de gemeente met belangrijkste infrastructuur, bodemgebruik en omliggende gemeenten

## Demografie
Onderstaande figuur toont het verloop van het inwonertal (bron: INSEE-tellingen).